# Rhonda Lee Quaresma
Rhonda Lee Dionne Quaresma, meglio conosciuta come Rhonda Lee Quaresma o più semplicemente come Rhonda Lee (Kingston, 11 dicembre 1968 – California, 29 novembre 2021), è stata una culturista canadese.
Prese parte occasionalmente a diversi film pornografici.

## Carriera
Rhonda Lee Quaresma nacque a Kingston, Canada. In un'intervista disse che il suo aumento di peso, dovuto alla pubertà, la esortò ad approcciarsi al mondo del fitness grazie al supporto della sua famiglia.
Nel 1989, Quaresma debuttò nel culturismo nell'edizione Kingston Open classificandosi al primo posto. Dopo aver partecipato in qualche competizione amatoriale, nel 1995 vinse il titolo di Miss Canada della categoria peso medio. Nello stesso anno ottenne la Pro Card dalla IFBB dopo aver vinto l'edizione del Canadian Nationals della CBBF. Nel 2016 partecipò all'edizione IFBB Pro Ferrigno Legacy nella categoria Women's Physique. Era una nutrizionista e personal trainer certificata dalla PROPTA.
Nel 2011, Quaresma venne arrestata per prostituzione in Florida. Usando il nome "Miss Sparkle", incontrò un agente di polizia come cliente. Fu rilasciata su cauzione.
Rhonda Lee è deceduta il 26 novembre 2021, dopo una battaglia di tre anni contro il cancro al colon. La sua morte è stata annunciata tramite il suo account Instagram da un amico di lunga data.

## Competizioni
- Kingston Open Level-1 1989 - 1ª classificata

- Ottawa Open Level-1 1990 - 1ª classificata

- Ontario Eastern Regional Level-2 1992 - 1ª classificata

- All Ontario Level-3 1993 - 1ª classificata

- Canadian Nationals Level-4 1995 - 1ª classificata

- Jan Tana Classic 1998 - 13ª classificata

- Night of Champions 2003 - 13ª classificata

- Toronto Pro Show 2012 - 13ª classificata[11]

- Titans Grand Prix - 16ª classificata[12]

- Ferrigno Legacy 2016 - 16ª classificata[13]